# Luzerne arborescente
Medicago arborea
Ne doit pas être confondu avec Cytisus proliferus.
Espèce
Classification phylogénétique
La luzerne arborescente (Medicago arborea) est une espèce de plantes à fleurs de la famille des Fabacées. C'est un arbrisseau méditerranéen naturalisé sur les rivages français, où il est fréquemment planté pour son aspect décoratif (fleurs jaune doré à orangé) et sa floraison précoce. Elle est traditionnellement utilisée pour son fourrage et son bois dans les zones méditerranéennes d'Afrique du Nord. Comme toutes les luzernes, elle possède des feuilles trifoliolées et des inflorescences en racèmes plus ou moins capituliformes. On en connaît deux sous-espèces :
- subsp. arborea (ici représentée), la plus fréquente ;
- subsp. citrina, à fleurs jaune citron.

## Description

### Écologie et habitat
Arbrisseau méditerranéen cultivé ou subspontané en France méridionale, surtout le long des côtes, spontané au Portugal, en Espagne et aux Îles Baléares, en Grèce, en Turquie et en ex-Yougoslavie (il semble que c'est surtout la sous-espèce citrina qui est spontanée). Cette luzerne pousse dans les lieux rocheux, notamment les falaises, on la rencontre aussi au bord des routes et auprès des murs. Elle ne supporte pas les températures inférieures à - 5°C , -10°C et présente une légère préférence pour le calcaire.
En France, son comportement invasif menace la flore autochtone de la garrigue et elle fait l'objet par l'ONF d'un programme de maîtrise visant, à terme, son éradication du littoral méditerranéen.
Au sein du Parc national des Calanques, elle est considérée comme invasive, et a ainsi fait l’objet, au début de l'année 2024, d’une campagne d’arrachage.
- Floraison : de mars à juin (dès la fin de l'automne dans les pays les plus chauds).
- Pollinisation : entomogame.
- Dissémination : épizoochore.

### Morphologie générale et végétative
C'est un arbrisseau pouvant atteindre 4 mètres, mais généralement beaucoup plus petit (1 à 2 mètres, parfois moins). Les branches sont grisâtres. Le feuillage est abondant. Les feuilles à stipules lancéolées sont non dentées. Les folioles à revers velu, ovales, s'élargissent à l'extrémité du limbe et sont le plus souvent légèrement dentées à cette extrémité.

### Nodules racinaires
La luzerne arborescente développe des nodosités racinaires colonisées par Sinorhizobium meliloti qui fixe l'azote de l'air au profit de la plante.

### Morphologie florale
Inflorescences en racèmes presque sphériques à l'aisselle des feuilles, portant  de 8 à 20 fleurs (4 à 8 pour la sous-espèce citrina). Calice tubulé à 5 dents. Corolle papilionacée jaune doré, légèrement orangée (10 à 15 mm). Étendard assez étroit et érigé, terminé par de petits filaments blancs, d'une longueur à peu près égale à la carène, mais plus long que les ailes. 10 étamines. Ovaire supère monocarpellé.

### Fruit et graines
Le fruit est une gousse glabre, sans épines, spiralée sur un ou deux tours, contenant deux ou trois graines.

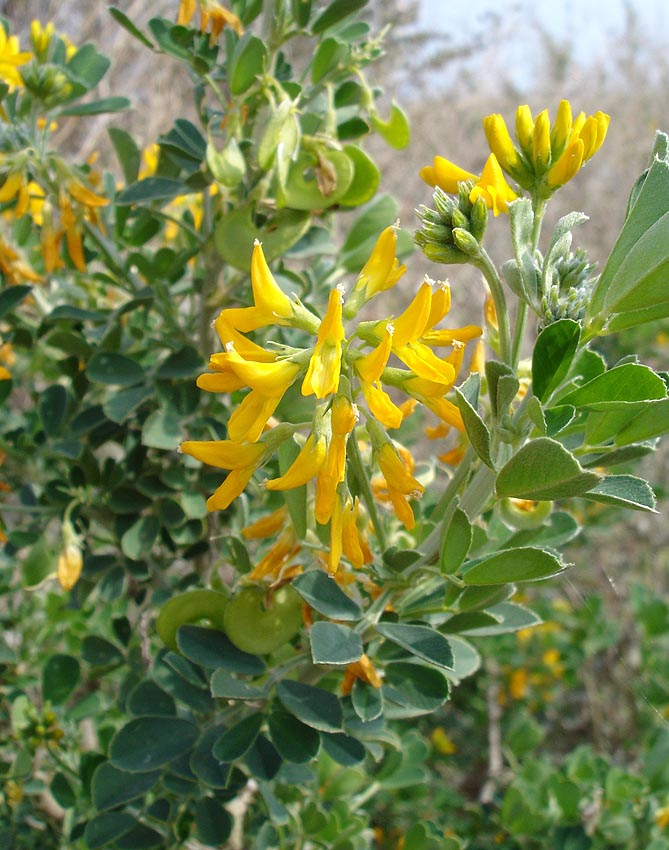
Inflorescences.
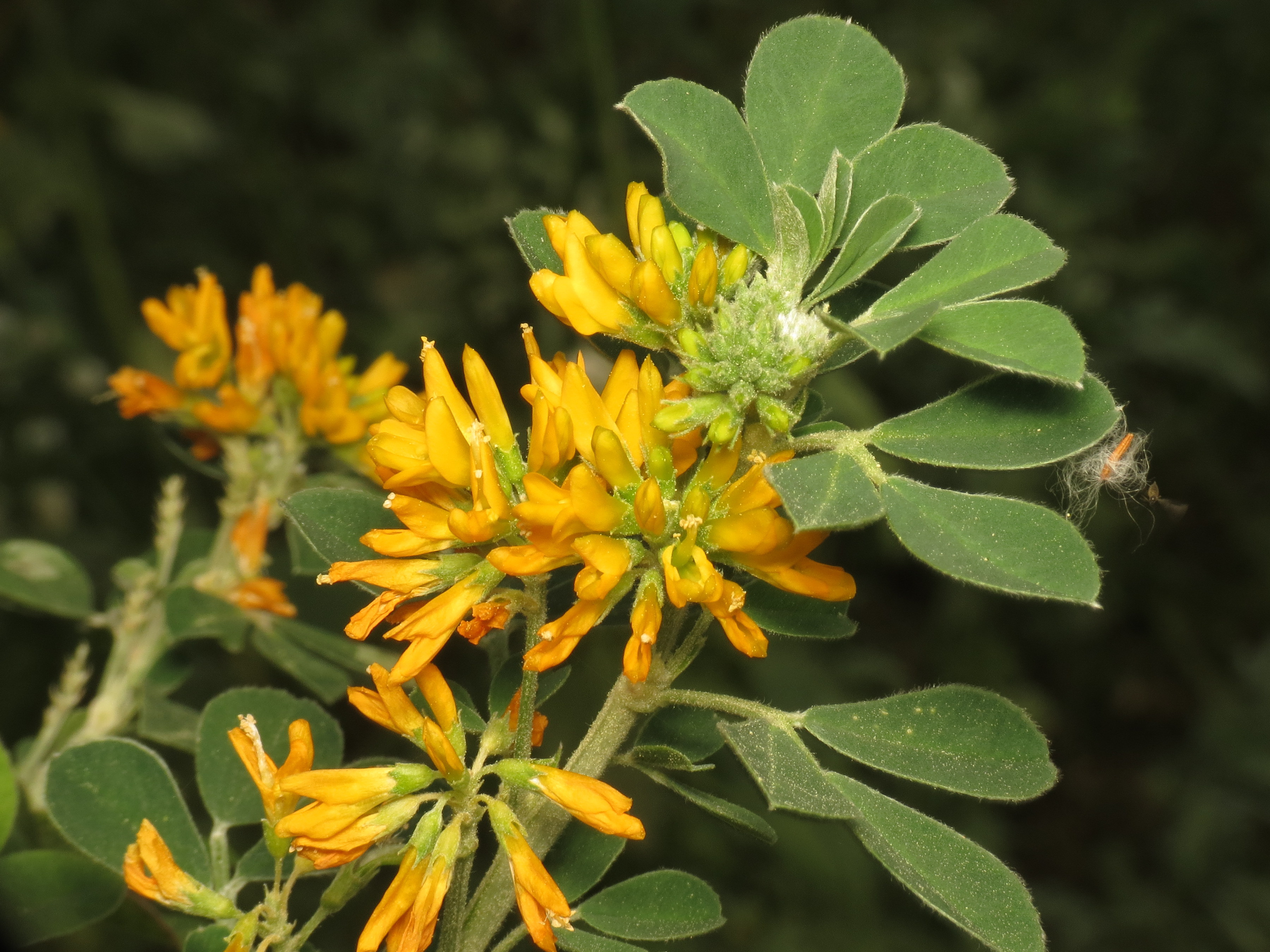
Détail des fleurs.

## Utilisation

### Arbuste ornemental et brise-vent
Elle est fréquemment plantée pour son aspect décoratif (fleurs jaune doré à orangé) et sa floraison précoce en particulier sur des talus et des rocailles. Elle peut être utilisée comme brise-vent en maraîchage et pépinières.

### Fourrage
La luzerne arborescente peut être utilisée comme fourrage dans les régions méditerranéennes recevant environ 400mm de pluie par an. Elle pousse de décembre à mars et peut constituer un fourrage précieux pour l'hiver. La valeur des parties consommables  est équivalente à celle de Medicago sativa. On l'exploite soit par broutage (chèvres et moutons) soit en affouragement après avoir taillé des rameaux (moutons, chèvres, lapins, …). L'exploitation peut commencer l'année suivant la plantation. Elle est ainsi utilisée dans les zones méditerranéennes d'Afrique du Nord et l'a été aux Baléares.

### Alimentation humaine
Les jeunes pousses de luzerne arborescente seraient comestibles (comme les jeunes pousses de trèfle) et seraient utilisées en salade en Grèce.

### Production de bois
Le bois peut être récolté. Le bois est extrêmement dur et a parfois été utilisé dans l'artisanat pour sa belle couleur sombre et sa texture serrée, qui une fois polie donne un aspect sensiblement brillant.